# ファウンデーションの彼方へ
『ファウンデーションの彼方へ』（ファウンデーションのかなたへ、Foundation's Edge ）は、アイザック・アシモフのSF小説。ファウンデーションシリーズの第4作で1982年に刊行された。

## 概要
前3部作の刊行から実に30年振りに書かれた続編。これは本作執筆の動機がアシモフ自身の意志と言うよりも、むしろ続編を求めるファンや編集者の圧力に抗しきれなくなったためであると本人は述べている。アシモフ自身が付けた書名は『避雷針（Lightning Rod）』だったが、商業上の理由で「ファウンデーション」を冠する事になった。アシモフの263冊目の著作にして初めてベストセラーとなり、『ニューヨーク・タイムズ』誌のベストセラー・リストに25週連続で名を連ねることとなった。以後アシモフは、再び精力的に長編SFの執筆に取り組むことになる。
それまでファウンデーション世界には登場しなかったロボットに初めて言及し、『鋼鉄都市』などのアシモフのロボット物作品との関係が示唆されている。その後『ロボットと帝国』などで両シリーズの融合がなされている。
1983年のヒューゴー賞長編小説部門を受賞している。

## あらすじ
設立から500年後、隆盛著しい第一ファウンデーション（ターミナス）はその版図を銀河系の半分に広げ、今や彼らと第二帝国との間を阻む物は何もないかのように誰もが思えた。ただ一人、ターミナスの若き議員ゴラン・トレヴィズを除いて。彼は時間霊廟に現れた生前のセルダンの立体映像による予言が（ミュールによる逸脱にもかかわらず）あまりに現在の状況と合致していた事から、いまだ自分たちが「セルダン・プラン」のレールの上に乗せられている事、つまり滅ぼしたはずの第二ファウンデーションが密かに存続していて、自分たちを陰から操作していると考えていたのである。そのことを議会で訴えようとするも、友人コンパーの裏切りにより拘束されたトレヴィズであったが、ブラノ市長は第二ファウンデーション存続説には同意見であり、彼にその所在の探索を命じる。
最新鋭の重力エンジンと航法コンピュータを備えた小型宇宙船「ファースター号」を与えられて旅立ったトレヴィズは、同行者の老科学者ペロラットから彼の専門である「起源問題」の話を聞かされる。その研究対象である伝説の人類発祥の惑星・「地球」こそがターミナスと対をなす第二ファウンデーションの所在地に違いないと考えたトレヴィズは、トランターの銀河帝国図書館での文献調査を希望していたペロラットを説き伏せ、地球の古代名である「ガイア」の名を持つ未確認の惑星があるというセイシェル星区へ向かう。
一方、第二ファウンデーションでは若き発言者ジェンディバルが第一発言者に面会し、かつてミュールにより狂わされた「プラン」の回復度が彼らの働きを上回っており、彼ら以上の精神作用能力を持つ「反ミュール」が存在してプランに干渉している事、更にトレヴィズの追放と第二ファウンデーション探索もその反ミュールにより仕組まれた可能性を示していた。彼はある事件により知り合った農民の娘ノヴィと共に、反ミュール探索の旅に出る。
セイシェルに到達したトレヴィズとペロラットを待ち受けていたのは、裏切り者コンパーだった。彼はブラノ市長の命令で同型の宇宙船でトレヴィズ達を追跡していた事を明かし、第二ファウンデーションや地球の探索を翻意させようとするが、トレヴィズは彼の正体が第二ファウンデーションのエージェントである事を看破する。さらにセイシェルの古代史学者からガイアに関する伝説を入手するが、それがごく近年に捏造された物であり、自分達がガイアに呼び寄せられている事を悟る。
ガイアに到達したトレヴィズとペロラットは、若い女性ブリスと長老ドムに迎えられ、ガイアがテレパシー能力により人間のみならず全ての生物・無生物が感覚や知識を共有し、ひとつの「超有機体（スーパー・オーガニズム）」を形成している世界である事、かのミュールも彼らの逸脱者であった事、そしてその能力を彼らに与えた伝説の存在「ロボット」の事を知らされる。そこへコンパーから連絡を受けたジェンディバル、更に彼らを追ってきたブラノ市長率いるファウンデーションの戦闘艦も現れる。二つのファウンデーション、そしてガイアの三つ巴の状況の中、トレヴィズは銀河系の未来を、その3つのいずれに託すのかという重要な決断を迫られることになる。

## 書誌情報
- 『ファウンデーションの彼方へ』、岡部宏之訳、早川書房海外SFノヴェルズ、1984年3月
- 『ファウンデーションの彼方へ（上）』、岡部宏之訳、ハヤカワ文庫SF1150、1996年7月、ISBN 4-15-011150-2
- 『ファウンデーションの彼方へ（下）』、岡部宏之訳、ハヤカワ文庫SF1151、1996年7月、ISBN 4-15-011151-0